# Beatriu Civera
|  | No s'ha de confondre amb Victòria Civera. |

Empar-Beatriu Martínez Civera, més coneguda pel seu nom literari, Beatriu Civera (València, 29 d'abril de 1914 - 19 de juliol de 1995), va ser una novel·lista valenciana.

## Biografia
Va néixer al carrer de les Monges de València, al barri del Carme. Va col·laborar des de la dècada del 1930 al diari La voz Valenciana, amb articles en català. Durant la guerra va iniciar una breu carrera periodística que va quedar trencada amb la victòria franquista. Va ser una de les poques veus literàries que va decantar-se per la novel·la al País Valencià de post-guerra. És autora de quatre novel·les, de les quals només dues van ser publicades: Entre el cel i la terra (1956) i Una dona com una altra (1961). La seua tercera novel·la, La crida indefugible, guanyà el premi Joan Senent de 1969, però mai va arribar a ser publicada. El 1959 obtingué la placa a la millor novel·la o aplec de contes dels Jocs Florals de Lo Rat Penat. També va publicar contes, col·laborant amb revistes valencianes com ara Sicània o Pensat i fet. L'any 1975, amb 61 anys, va guanyar el Premi Víctor Català amb Vides alienes, un recull de contes. Aquesta obra, junt amb un altre recull, Confidencial, —publicat el 1995— suposà una evolució de la seua escriptura cap a posicions més realistes i reivindicatives.
A partir de la dècada del 1960 va compaginar la seua tasca literària amb el treball de caràcter periodístic, destacant la col·laboració al suplement València del diari Levante entre 1954 i 1970, coincidint amb l'escriptora i periodista Carmelina Sánchez-Cutillas. Al 1982 va començar a col·laborar amb el setmanari El Temps. Va ser secretària general de Lo Rat Penat.
Al 1973 formà part de la Comissió Interdiocesana Valentina, dirigida pel pare Pere Riutort, al costat d'altres intel·lectuals d'aquells anys, com ara Josep Gea Escolano, Josep Alminyana i Vallés, Josep Amengual i Batle, Francesc de Borja Moll, Francesc Ferrer, Vicent Sorribes i Gramatge, Joan Josep Senent i Anaya, Manuel Sanchis Guarner, Xavier Casp, Enric Valor o Francesc Ferrer Pastor.
Segons F. Carbó i V. Simbor, les dues novel·les de Beatriu Civera, Entre el cel i la terra i Una dona com una altra, «exploten el vessant fulletonesc de la novel·la melodràmatica i de la novel·la rosa o sentimental, respectivament».

## Llegat i memòria
Un Institut d'Ensenyament Secundari d'Aldaia porta el seu nom.

## Obra

### Narrativa breu
- Fantasies. València: Sicània
- El Senyor Octavi. València: Sicània
- El rossinyol i el teuladí. València: Sicània
- Simonet el revolucionari. València: Sicània
- Xeniet i la seua falla, 1954[1]
- L'escolanet del Carme, 1955[1]
- La més bella entre les belles, 1956[1]
- Autonomies. Barcelona, 1958
- Un pobre home, 1959
- L'encís del cel·luloide. València: Sicània, 1961 [infantil]
- El rossinyol i el Teuladí, 1961[1]
- Fantasies, 1961[1]
- Tan sols una mentida. València: Sicània, 1961 [infantil]
- Simonet el revolucionari, 1964
- El senyor Octavi, 1964[1]
- Vides alienes. Barcelona: Selecta, 1975
- Una veu que clama en el desert. València: Gregal, 1985
- Confidencial. València: Gregal, 1986[1]

### Novel·la
- Entre el cel i la terra. València: Sicània, 1956
- Una dona com una altra. València: Sicània, 1961
- Liberata (1957). (Inèdita)[1]